# Grosso guaio a Chinatown
Grosso guaio a Chinatown (Big Trouble in Little China) è un film statunitense del 1986 diretto da John Carpenter.
Il film mescola elementi da commedia con quelli del genere fantastico e delle pellicole di arti marziali.
In Italia è uscito al cinema il 5 settembre 1986 distribuito dalla 20th Century Fox.

## Trama
Il rozzo camionista americano Jack Burton e il suo giovane amico cinese Wang Chi si recano all'aeroporto di San Francisco per prendere la fidanzata di Wang, Mao Jin; all'aeroporto, Mao viene rapita da una banda di teppisti cinesi chiamati i Signori della Morte, che la portano a Chinatown con l'intenzione di venderla come schiava sessuale.
Jack e Wang cercano di seguire i rapitori entrando nei quartieri di Chinatown e restano bloccati in un violento scontro tra i Chang Sing e i Wing Kong: questi hanno interrotto il corteo funebre del defunto capo dei Chang Sing, scatenando la battaglia. Lo scontro viene interrotto dall'arrivo delle Tre Bufere, tre potentissimi guerrieri-maghi: Tuono, Pioggia e Fulmine; questi si schierano in favore dei Wing Kong, decimando e disperdendo i Chang Sing coi i loro poteri sovrannaturali, mentre Jack e Wang si mettono in salvo dopo un incontro ravvicinato con David Lo Pan, il malvagio e tenebroso capo mandarino dei Wing Kong. Il camion di Jack viene invece rubato dai Signori della Morte, che sono in realtà al servizio dei Wing Kong.
Jack e Wang si rifugiano nel ristorante di quest'ultimo, Il Drago dello Stagno Nero, e fanno conoscenza con l'avvocatessa americana Gracie Law (incontrata brevemente all'aeroporto poco prima del rapimento di Mao Jin), Eddie Lee (un amico di Wang) e il saggio mago Egg Shen, che lavora come guidatore di corriere per turisti a Chinatown. Il gruppo pianifica di infiltrarsi in un bordello, dove si crede che si trovi Mao. Jack, in incognito, si reca nell'edificio, ma all'ultimo istante Mao Jin viene portata via dalle Tre Bufere; i tre maghi portano la ragazza nel covo dei Wing Kong, al cospetto di Lo Pan. Jack e Wang si inoltrano nel palazzo dopo essersi salvati da un ascensore che si riempiva d'acqua e aver attraversato l'Inferno dei Peccatori a testa in giù, ma i due vengono scovati da Pioggia che, dopo averli torturati, li lega su alcune sedie a rotelle e li porta al cospetto di Lo Pan, ora sotto le spoglie di un decrepito vecchio disabile. Eddie, Gracie e Margo (l'amica reporter di Gracie) provano a infiltrarsi, ma vengono catturati da Tuono.
Jack e Wang, ancora legati sulle sedie, vengono ricondotti nella loro cella. Wang racconta a Jack che Lo Pan era un tempo un principe guerriero che, entrato in conflitto col primo Imperatore Cinese, subì da questi una maledizione: sarebbe stato condannato dal dio Ching Dai a diventare una sorta di ghoul e avrebbe rotto la maledizione solo sposando una ragazza dagli occhi verdi (caratteristica di Mao), per poi sacrificarla all'Imperatore. In seguito i due prigionieri riescono a liberarsi dalle sedie ma, sentendo arrivare Tuono, si rimettono ai loro posti; dopo un breve scontro con il mago, Jack e Wang si incontrano con Eddie e insieme creano un diversivo per liberare Gracie e Margo. Ma proprio quando stanno uscendo dal palazzo, Gracie viene catturata da un mostro e portata da Lo Pan, che nota che anche lei ha occhi verdi. Lo Pan mette entrambe ipnotizzate alla prova e  domano la Lama rovente e decide di sposare entrambe: sacrificherà poi Gracie all'Imperatore e terrà con sé Mao per i propri "piaceri terreni".
Dopo aver scoperto il rapimento di Gracie, Jack, Wang, Egg Shen e i membri superstiti dei Chang Sing si inoltrano nel palazzo di Lo Pan per salvare le due donne, passando sotto terra, il mago rivela che Lo Pan durante il rituale diventerà umano ed è l'unica occasione per ucciderlo,dovendo affrontare i bizzarri e pericolosi ostacoli del covo; poco prima di attaccare il quartier generale di Lo Pan, Shen fa bere a Jack e al gruppo una pozione per renderli invincibili. Durante le nozze di Lo Pan, il gruppo apre una scatenata battaglia contro le forze del male nel corso della quale Wang sconfigge Pioggia dopo uno spericolato duello all'arma bianca, coreografato come gli scontri del Wuxiapa (il genere 'cappa e spada' cinese, in cui i protagonisti dei combattimenti quasi 'volano').
Lo Pan fugge dalla battaglia con Mao e Tuono, ma i tre vengono raggiunti da Jack, Gracie e Wang. Mentre Wang trattiene a stento Tuono, Jack riesce a uccidere Lo Pan scagliandogli un pugnale nella testa (la prima e unica volta in cui una sua azione si rivela decisiva) e salva Mao. Tuono si gonfia ed esplode in mille pezzi (non viene specificato se roso dal disonore per non aver salvato il suo padrone o aver perso il controllo in un momento di rabbia). Il gruppo viene ostacolato da Fulmine, ma viene salvato da Shen, che elimina l'ultima Bufera facendogli cadere addosso una statua di Budai, che lo schiaccia. Il gruppo ritrova il camion di Jack e fugge dal palazzo. 
Alla fine, Wang si sposa con Mao ; Shen parte per una vacanza in Europa; tra Margo ed Eddie nasce del tenero; e Jack preferisce ripartire col suo camion, senza sapere che all'interno si è nascosto lo stesso mostro che precedentemente aveva rapito Gracie.

## Produzione

### Soggetto
Nell'idea originale degli sceneggiatori, la pellicola avrebbe dovuto essere ambientata nel vecchio West e avere per protagonista il classico cowboy senza passato che arriva in città e libera la ragazza dalle grinfie del malvagio stregone Lo Pan. Carpenter invece ha immaginato il film come uno "scenario inverso rispetto ai tradizionali film d'azione che di solito hanno un protagonista caucasico aiutato da una spalla di diversa etnia": Jack Burton, nonostante la sua spavalderia, è costantemente raffigurato come piuttosto maldestro mentre Wang Chi risulta altamente specializzato e competente. Questo forse non andava bene alla produzione e secondo Carpenter, l'apertura del film con Egg Shen (Victor Wong) nell'ufficio dell'avvocato fu aggiunta su richiesta dei dirigenti della 20th Century Fox al fine di rendere il personaggio di Kurt Russell (Jack Burton) più eroico. Lo studio proprio non riusciva a concepire Jack Burton come una "spalla".

### Interpreti
Jackie Chan era stato la prima scelta di Carpenter per il ruolo di Wang Chi ma il produttore Lawrence Gordon, dopo aver visto le sue esibizioni in Chi tocca il giallo muore (1980) e Protector (1985) era contrario perché l'inglese di Chan non era abbastanza buono. Carpenter ha insistito per avere Chan reduce dal successo di Police Story (1985). Chan poi rifiutò e venne scelto Dennis Dun. Carpenter l'aveva visto in L'anno del dragone (1985) di Michael Cimino e lo aveva apprezzato. Il regista lo incontrò due volte prima di affidargli il ruolo di Wang Chi che l'attore ebbe solo pochi giorni prima dell'inizio delle riprese.
Kurt Russell rifiutò il ruolo di Connor MacLeod in Highlander - L'ultimo immortale (1986) per girare il film.

### Colonna sonora
La canzone finale è scritta e cantata da Coupe de Villes, una band formata dallo stesso John Carpenter, Nick Castle e Tommy Lee Wallace (regista della seconda unità del film). Anche in questo suo film Carpenter ha composto l'intera colonna sonora strumentale.

### Trucco ed effetti speciali
- Uno degli effetti speciali più difficili da realizzare fu il bulbo oculare galleggiante che fungeva da spia per Lo Pan. È stato animato da diversi burattinai e decine di cavi per controllare le sue espressioni.
- Le spose di Lo Pan dovevano avere gli occhi verdi ma sia Kim Cattrall che Suzee Pai avevano gli occhi scuri. Entrambe hanno usato lenti a contatto colorate.
- Il camion guidato da Jack, il "Pork Chop Express", è un Freightliner FLC 120.

### Rapporti con la produzione
Questo è l'ultimo film che Carpenter ha realizzato in collaborazione con la 20th Century Fox a causa dei vari dissidi che il regista ebbe durante la produzione con l'allora capo dello studio Lawrence Gordon che interferì costantemente con il film fino alla sua data di uscita. I due successivi film di Carpenter, Il signore del male (1987) ed Essi vivono (1988), sono stati realizzati in modo indipendente tramite Alive Cinema senza interferenze esterne e distribuiti dalla Universal Pictures.

## Distribuzione

### Edizione italiana
La direzione del doppiaggio e i dialoghi italiani sono a cura di Alberto Toschi per conto della S.A.S. La versione italiana è stata doppiata in modo da far pronunciare al personaggio di Jack Burton la frase «Sì, e l'uomo saggio ama usare l'ombrello quando piove!» («Yeah, and a wise man has enough sense to get in out of the rain!»). In originale, tuttavia, essa viene pronunciata da Egg Shen.

## Accoglienza

### Incassi
All'uscita nelle sale la pellicola si è rivelata un insuccesso commerciale, incassando negli USA solo 11 milioni di dollari, forse anche per via della strategia pubblicitaria utilizzata dalla produzione, che diede maggior risalto alla promozione di Aliens - Scontro finale, uscito sedici giorni dopo. In seguito è però diventata una pellicola di culto grazie al suo successo in videocassetta e ai passaggi televisivi.
La pellicola venne lanciata al cinema il 2 luglio 1986; il primo fine settimana incassò la somma di 2,7 milioni di dollari su un totale di 11,1 milioni guadagnati nel solo Nord America. Ciò andò contro le previsioni iniziali, che prevedevano incassi di 25 milioni di dollari. Ottenne risultati migliori nel resto del mondo e si classificò al 27º posto tra i primi 100 film di maggiore incasso della stagione cinematografica italiana 1986-1987.

### Critica
Su Rotten Tomatoes ha una percentuale di gradimento del 73%, con un voto medio di 6.4 su 10 basato su 67 recensioni. Su Metacritic ha un punteggio medio ponderato di 53 su 100 basato su 15 recensioni.
In un articolo sul sito Pills of Movies il film viene definito «un fumetto sfogliato sul grande schermo, che sposa due mondi: quello cinese dei film kung fu e quello americano degli eroi senza macchia. Un'epopea underground che gioca a ribaltare gli stereotipi, sempre all'insegna dell'avventura sfrenata.»

## Opere derivate

### Videogiochi
Nel 1987 è stato pubblicato il videogioco Big Trouble in Little China per Amstrad CPC, Commodore 64 e ZX Spectrum basato sulle vicende del film.
Esiste anche un Big Trouble in Little China per console NES (2017), ma si tratta di una mod non ufficiale di Dragon Ninja.

### Fumetti
Nel 2014 viene pubblicata una serie regolare a fumetti dal titolo Big Trouble in Little China. La casa editrice è la statunitense Boom!Studios e l'opera vede ai testi lo stesso John Carpenter coadiuvato dal pluripremiato cartoonist Eric Powell (noto per la serie The Goon), mentre i disegni sono affidati a Brian Churilla. La storia è il sequel ufficiale del film ed è il primo nuovo soggetto originale tratto dal lungometraggio. Le vicende sono infatti ambientate nel 1986 e riprendo le avventure di Jack Burton proprio dal cliffhanger del film quando sul Pork Chop Express di Jack si scopre esserci un demone-scimmia.
Nel 2017 John Carpenter torna a realizzare un nuovo sequel a fumetti, sempre pubblicato dai Boom!Studios. Si tratta di una miniserie che racconta l'ultima avventura di Jack Burton e viene proposta come l'epilogo della saga. Il titolo è Big Trouble in Little China: Old Man Jack e vede ai testi lo stesso Carpenter, coadiuvato da Anthony Burch, mentre i disegni sono affidati a Jorge Corona. La storia si svolge nel 2020 e vede come protagonista un sessantenne Jack Burton, costretto a tornare in azione per sconfiggere una minaccia che potrebbe causare un'apocalisse (denominata Hellpocalypse). Carpenter si ispira alla celebre storia Old Man Logan pubblicata tra il 2008 e il 2009 (e vari sequel/spin-off), creata da Mark Millar e Steve McNiven per la Marvel Comics. A questa si è a sua volta ispirata la 20th Century Fox per realizzare il film Logan del 2017, terzo film dedicato al mutante Wolverine e ambientato in un possibile futuro dell'universo Marvel.

### Giochi da tavolo
Molti anni dopo il film sono usciti un gioco di carte (2016) e un gioco da tavolo a miniature (2018) tratti ufficialmente dal film.

## Sequel
Per anni fu ipotizzata la realizzazione di un remake del film con l'attore Dwayne Johnson nella parte del protagonista mentre Ashley Miller e Zack Stentz avrebbero dovuto scrivere l'adattamento e alla produzione avrebbe preso parte lo stesso Johnson. Successivamente la compagnia di produzione di Johnson confermò di aver abbandonato l'idea di realizzare un remake ma al contempo la volontà di realizzare un sequel.